# 후한 안제
한 공종 효안황제 유호(漢 恭宗 孝安皇帝 劉祜, 94년 ~ 125년, 재위 106년 ~ 125년 4월 30일)는 후한의 6대 황제로, 장제의 손자이다. 묘호는 좌중랑장(左中郞將) 채옹의 건의로 초평 원년(190년)에 취소되었다.

## 사적
13세의 어린 나이에 즉위하자 모후(母后)가 수렴청정하고 모후의 오빠 등즐(鄧騭)은 대장군에 올라 병권을 장악하였다.
이후 등 태후가 죽자 안제는 환관과 연합하여 등씨 일가를 축출, 살해하였다. 그러나 이후 환관이 득세하자 나라가 혼란해졌다.
시중(侍中) 주광(周廣), 대장군 경보(耿寶), 중상시(中常侍) 번풍(樊豊), 황제의 유모 왕성(王聖) 등과 함께 결탁하여 위세를 누렸다.
연광(延光) 3년(124) 명망 높은 태위 양진을 죽이고, 태자를 폐해 제음왕(濟陰王)으로 삼았다.
- 영초 4년(111) 서북 변방에 있는 티베트계의 유목민족인 강족(羌族)이 빈번하게 침략해 오자 대장군 등즐은 양주(凉州)를 포기하고 변방을 지키자고 주장했으나 낭중(郎中)인 우후(虞詡)는 서슴지 않고 반대하여 등즐은 우후를 미워하게 되었다. 마침 朝歌縣(조가현: 안휘성)에 도적 떼가 일어나자 등즐은 갑자기 우후를 조가현 장관에 임명해서 분풀이를 대신했다. 조가에 부임한 우후는 지혜와 용맹으로 도적을 평정했다. 그리고 이후 강족이 다시 침략하자 우후는 군사 수천 명을 이끌고 진격하여 이를 물리쳤다.
- 영초 4년(111) 반웅(班雄)이 해적을 격퇴하고 장백로(張伯魯)를 참수하였다.
- 원초 원년(114)에 「알자경군묘표(謁者景君墓表)」를 세웠다.
- 원초 4년(118)에 선비족이 상곡(上谷)에 침입했고, 이듬해 마성(馬城)에 침입하였다.
- 영녕 원년(120), 부여의 왕자 위구태(尉仇台)가 사신으로 와 인수(印綬) 및 금색의 비단 등을 내렸다. 이듬해 고구려가 마한과 예맥의 병사를 동원하여 현도군(玄菟郡)을 포위하자, 그는 2만의 병사를 거느리고 한군과 합세하여 이들을 격파하였다.
- 태자가 병이 들어 유모 왕성(王聖)의 집으로 피접을 하였는데, 그 때 주감(廚監) 병길(邴吉)이 왕성의 집은 새로 수리하여 토신을 범했기 때문에 오래 거할 수 없다고 하였다.
- 호광을 효렴으로 봉하고 다시 한달 만에 상서랑(尙書郞) 사도에 봉하였다.
- 반초가 죽은 후 잠시 서역과의 교통이 두절되었으나, 그의 아들 반용(班勇)을 보내 다시 서역을 경영하였다.

## 가족 관계
- 황후 : 안사황후 염씨(安思皇后 閻氏) - 정변 후에 출궁당함.
- 황후 : 공민황후 이씨(恭愍皇后 李氏) - 염황후에 의해 독살됨.
  - 장남 : 한 순제 유보(順帝 劉保)

## 기년
| 안제        | 원년            | 2년        | 3년        | 4년                 | 5년                 | 6년                 | 7년        | 8년             | 9년        | 10년       |
| ----------- | --------------- | ---------- | ---------- | ------------------- | ------------------- | ------------------- | ---------- | --------------- | ---------- | ---------- |
| 서력 (西曆) | 107년           | 108년      | 109년      | 110년               | 111년               | 112년               | 113년      | 114년           | 115년      | 116년      |
| 간지 (干支) | 정미(丁未)      | 무신(戊申) | 기유(己酉) | 경술(庚戌)          | 신해(辛亥)          | 임자(壬子)          | 계축(癸丑) | 갑인(甲寅)      | 을묘(乙卯) | 병진(丙辰) |
| 연호 (年號) | 영초(永初) 원년 | 2년        | 3년        | 4년                 | 5년                 | 6년                 | 7년        | 원초(元初) 원년 | 2년        | 3년        |
| 안제        | 11년            | 12년       | 13년       | 14년                | 15년                | 16년                | 17년       | 18년            | 19년       |            |
| 서력 (西曆) | 117년           | 118년      | 119년      | 120년               | 121년               | 122년               | 123년      | 124년           | 125년      |            |
| 간지 (干支) | 정사(丁巳)      | 무오(戊午) | 기미(己米) | 경신(庚申)          | 신유(辛酉)          | 임술(壬戌)          | 계해(癸亥) | 갑자(甲子)      | 을축(乙丑) |            |
| 연호 (年號) | 4년             | 5년        | 6년        | 7년 영녕(永寧) 원년 | 2년 건광(建光) 원년 | 2년 연광(延光) 원년 | 2년        | 3년             | 4년        |            |